# Свято-Аннинская церковь (Ялово)
Свя́то-А́ннинская це́рковь — деревянный храм в деревне Ялово Пружанского района. Памятник народного деревянного зодчества.

## История
Церковь была возведена в XIX веке из соснового бруса на местном кладбище. На данный момент приход является приписным к Свято-Николаевскому храму г. п. Шерешёво.

## Архитектура
В архитектурном плане храм состоит из трёхгранной апсиды и компактного прямоугольного основного объёма, накрытого двухскатной гонтовой крышей. Последнюю пластически обогащает трёхвальмовое покрытие апсиды. Над главным фасадом на коническом основании возведена двухъярусная четырёхгранная башенка, завершающая тем самым конёк крыши. Завершением же торцевых фасадов церкви служат фронтончики, в которых размещены деревянные скульптуры. Кроме того, деревянная скульптура ангела присутствует в треугольном дымнике крыши, расположенном над апсидой. Прямоугольный входной проём размещён под столбовым «подтеньем», которое создано выносом крыши на главном фасаде храма. В стенах, лишённых декора, прорезаны прямоугольные оконные проёмы, украшенные простыми дощатыми наличниками.